# Irena Tarnowska

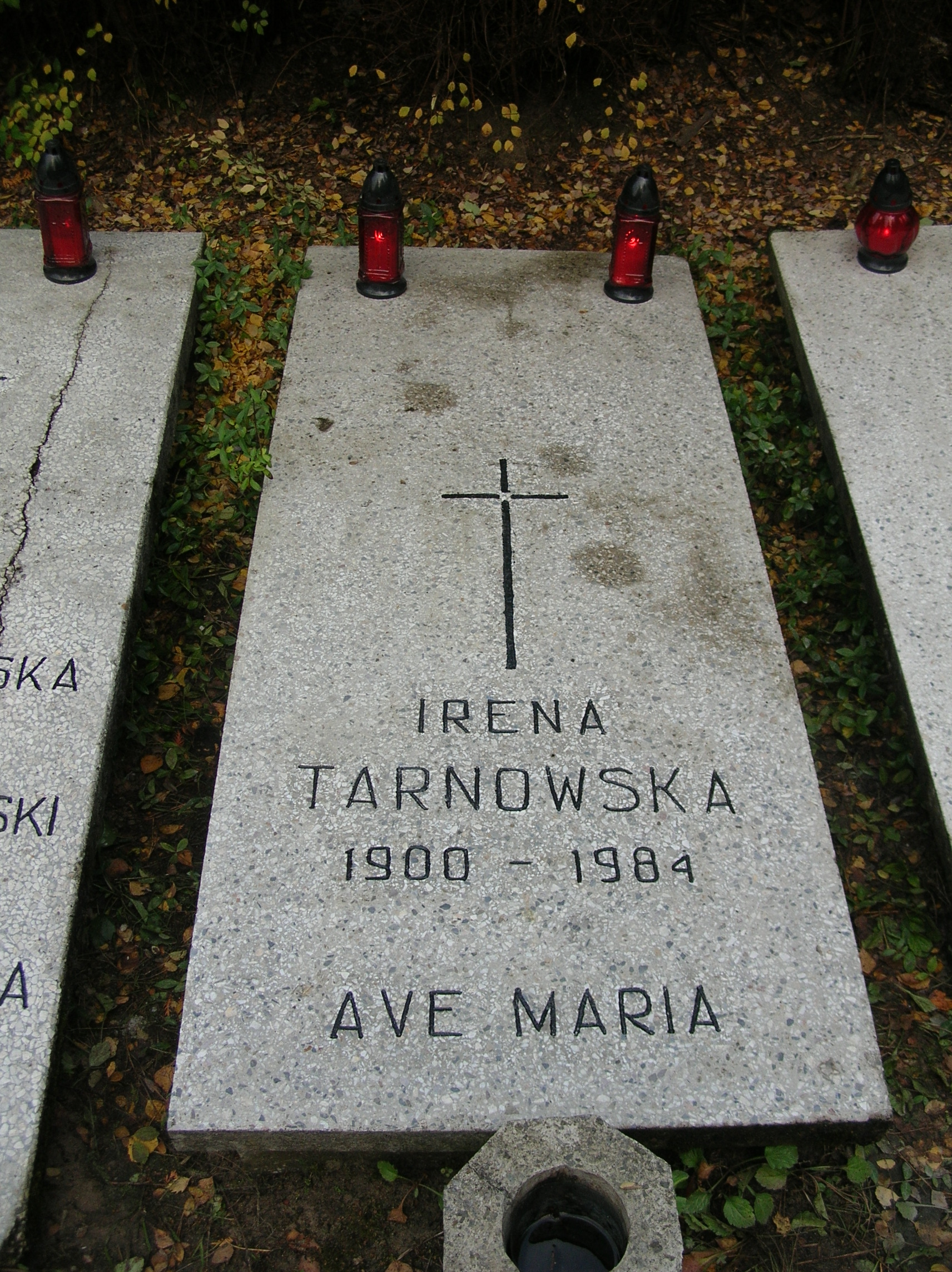
Grób Ireny Tarnowskiej na cmentarzu Junikowo w Poznaniu.

Irena Tarnowska (ur. 10 stycznia 1900 w Berlinie, zm. 12 lipca 1984 w Poznaniu) – pedagog, polska harcmistrzyni, więźniarka niemieckich obozów koncentracyjnych. 

## Życiorys
Córka Edmunda, właściciela fabryki żelaznej w Berlinie, szkołę podstawową rozpoczęła w Berlinie, a ukończyła w Obornikach Wielkopolskich, gdzie przeniosła się w 1906 roku. Tam też ukończyła gimnazjum, a od 1918 mieszkała w Poznaniu. W 1927 została absolwentką Wyższego Kursu Pedagogicznego w Warszawie. Od 1920 nauczycielka różnych szkół poznańskich. Od 1922 w harcerstwie, od 1932 harcmistrzyni, w latach 1936-1939 komendantka harcerek na miasto Poznań. 
W czasie okupacji niemieckiej Poznania została w 1940 komendantką żeńskiego Pogotowia Harcerskiego w Wielkopolsce i kierowała w ramach tej organizacji kobiecym harcerstwem, organizując też tajne nauczanie w regionie. W swoim mieszkaniu utworzyła główne biuro organizacyjne harcerek poznańskich, a także centralną bibliotekę edukacyjną. Oprócz podstawowego zadania, jakim była zabroniona przez państwo niemieckie edukacja, zorganizowała system pomocy dla więźniów w Poznaniu i obozach koncentracyjnych Trzeciej Rzeszy, kursy służby wojennej dla kobiet oraz życie kulturalne. Jednocześnie współpracowała z politycznymi i wojskowymi organami polskich władz, w tym z Komendą Okręgu Poznańskiego ZWZ-AK i z okręgową Delegaturą Rządu, była też w wojewódzkim Kuratorium Wojennym. 18 lutego 1944 została aresztowana przez Gestapo, więziona w obozie karno-śledczym w Żabikowie koło Poznania, a następnie w Ravensbrück i w filii Buchenwaldu w Lipsku. W dwóch ostatnich obozach działała w drużynie harcerskiej "Mury". W trakcie ewakuacji przez SS obozu w Lipsku wraz z grupą więźniarek zbiegła z konwoju. 
Po wojnie nauczycielka w szkołach Poznania, od 1956 ponownie włączyła się w pracę harcerską. Pochowana na cmentarzu na Junikowie. 
W poznańskim liceum nr 7 im. Dąbrówki, w którym uczyła I. Tarnowska znajduje się tablica ku jej czci, odsłonięta 13 października 1989.